# Битва в пути (фильм)
«Битва в пути» — советский художественный фильм режиссёра Владимира Басова, снятый в 1961 году по одноимённому роману Г. Е. Николаевой. Фильм начинается с титров о том, что он посвящён XXII съезду КПСС.

## Сюжет
На крупный тракторный завод, ранее выпускавший танки, возглавляемый «красным директором сталинской закалки» Семёном Вальганом, назначен новый главный инженер Дмитрий Бахирев. Приход этого человека — жёсткого, прямого и бескомпромиссного — рождает множество конфликтов, из которых он в конце концов — после позорного изгнания и триумфального возвращения — выходит победителем и занимает кресло уволенного Вальгана.
Но столкновения на производстве — лишь одна из линий сюжета. Параллельно рассказывается о личной жизни некоторых героев. Так, одной из сюжетных линий является любовь Бахирева и технолога Тины Карамыш — его соратника по производственным преобразованиям. Победа над Вальганом оттеняется болью героя, которую он переживает в связи с потерей любимой женщины, которая в финале уезжает неизвестно куда.
Особый интерес представляют рассуждения героев о принципах устройства советской и капиталистической экономик, роли партии, местного управления и «менеджмента» на заводе. Не менее интересно ощущение больших происходящих в стране изменений, которым проникнут фильм.
Основой для сюжета романа послужили реальные события, происходившие на Челябинском тракторном заводе.

## В ролях
- Михаил Ульянов — Дмитрий Бахирев
- Наталья Фатеева — Тина Карамыш
- Михаил Названов — Семён Вальган
- Феликс Яворский — парторг Чубасов
- Людмила Крылова — Даша
- Александр Хвыля — Рославлев
- Олег Мокшанцев — Уханов
- Наталья Крачковская — Верунька
- Пётр Щербаков — Гринин
- Иван Переверзев — Сергей Васильевич Бликин
- Юрий Волынцев — Синенький
- Нина Меньшикова — Нина
- Николай Граббе — Дронов
- Сергей Кулагин — снабженец
- Владимир Трещалов — Сергей Сугробин
- Николай Сергеев — Василий Васильевич Сугробин, дедушка Сергея
- Михаил Туманишвили — Щербаков
- Надежда Федосова — Ольга Семёновна Потапова
- Татьяна Махова — Катя, жена Бахирева

## Съёмочная группа
- Автор сценария: Галина Николаева, Максим Сагалович
- Режиссёр: Владимир Басов
- Оператор: Владимир Николаев
- Художник: Георгий Турылёв
- Композитор: Вениамин Баснер